# Росен (Бургасская область)
Росен (болг. Росен) — село в Болгарии. Находится в Бургасской области, входит в общину Созопол. Население составляет 1551 человек (2022).

## Политическая ситуация
В местном кметстве Росен, в состав которого входит Росен, должность кмета (старосты) исполняет Паунка Вылчева Костадинова (Болгарская социалистическая партия (БСП)) по результатам выборов правления кметства.
Кмет (мэр) общины Созопол — Панайот Василев Рейзи (коалиция в составе 3 партий: Союз свободной демократии (ССД), Болгарский демократический союз «Радикалы», движение НАШИЯТ ГРАД) по результатам выборов в правление общины.